# LUNARR
LUNARR（ルナー）は、かつてアメリカ合衆国オレゴン州ポートランドに本社を置いていたソフトウェア開発会社。2006年に創業し、2009年に清算した。
サイボウズ創業者である高須賀宣がグループウエアの日本一では満足せず、コラボレーション・ソフトウエアで世界一を目指し設立した。LUNARR はコラボレーション・ソフトウエアをサービスとして提供するSaaSによって2007年の秋に日米に向けてサービスを公開した。高須賀宣のブログによると LUNARR の新サービスは全く新しい概念のソフトウエア・サービスで発案には1年以上を費やしたらしい。

## 関連企業
- T2ワークス